# 卡尔季察专区
卡尔季察专区（希臘語：Περιφερειακή ενότητα Καρδίτσας），是希腊色萨利大区的一个专区。首府为卡尔季察。专区面积为2,636平方公里，2011年人口数量为113,544人。

## 行政
卡爾季察州最初成立于1899年，并在1947年再次设立。在2011年卡利克拉提斯改革方案中，希腊所有州份被取消。原卡尔季察州作为整体设立为卡尔季察专区。卡尔季察专区下分为6个市镇（括号内为地图中的数字）：
- 阿尔伊塞亚（2）
- 卡尔季察（1）
- 利姆尼普拉斯蒂拉（3）
- 穆扎基（4）
- 帕拉马斯（5）
- 索法泽斯（6）